# からくり
からくりは、
1. 仕組み、システム全般の俗称。

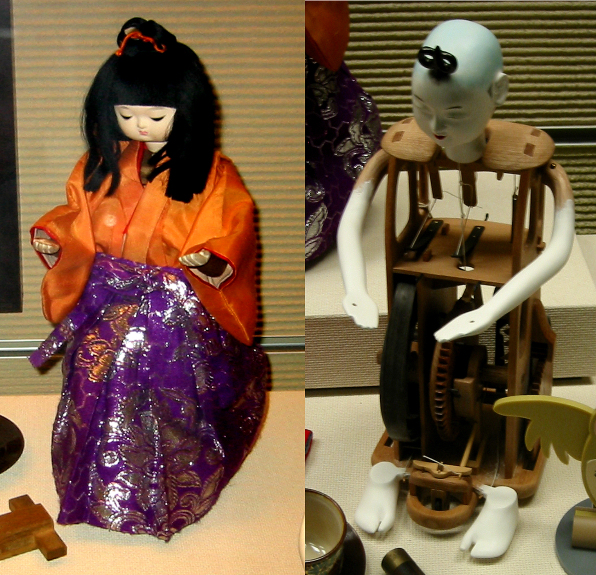
茶運び人形とその内部構造（復元品）。国立科学博物館所蔵。

2. 日本における古い時代の機械的仕組みのこと。漢字では絡繰、唐繰、機巧、機関、機、械、関など。本項で詳述する。
3. 江戸時代の見世物、覗機関（のぞきからくり）の略称。

江戸時代に日本で開花した機械的仕組みのこと。国際的なオートマタ（歴史的な自動装置・自動人形）研究でもその独自性、文化性によって「karakuri」とローマ字表記される。

## 語源
語源については、「糸を引っ張って動かす」という意味の「からくる」という動詞の連用形の名詞化といわれ、16世紀後半頃から用例が確認されている。

## からくりの歴史

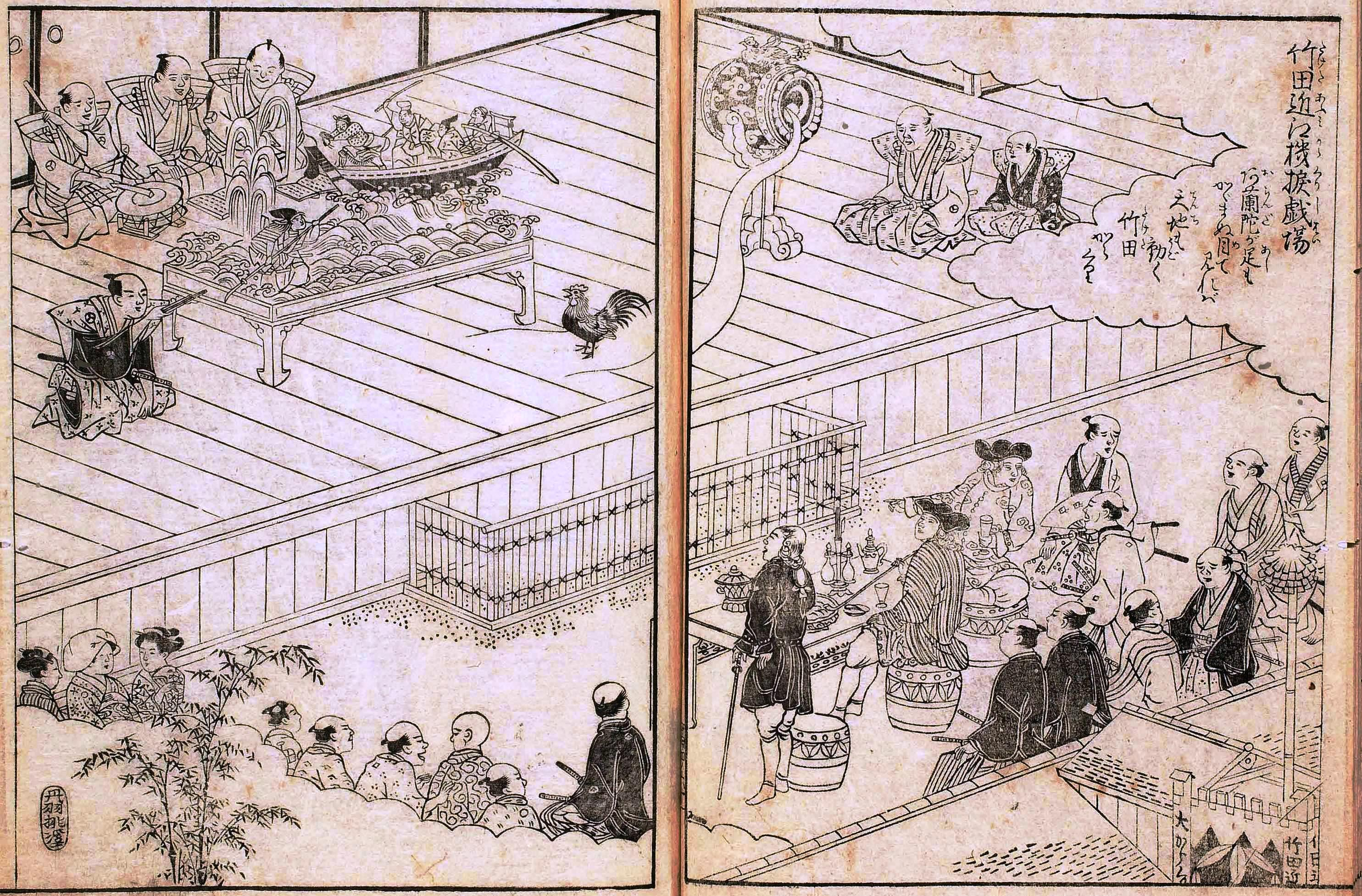
『摂津名所図会』より「竹田近江機捩戯場」の図。「阿蘭陀が足もかゞまぬ目で見れば　天地も動く竹田からくり」の狂歌を添え、オランダ人たちが竹田からくりを見物する様子を描く。舞台にあるのは諌鼓鶏と『船弁慶』のからくりである。

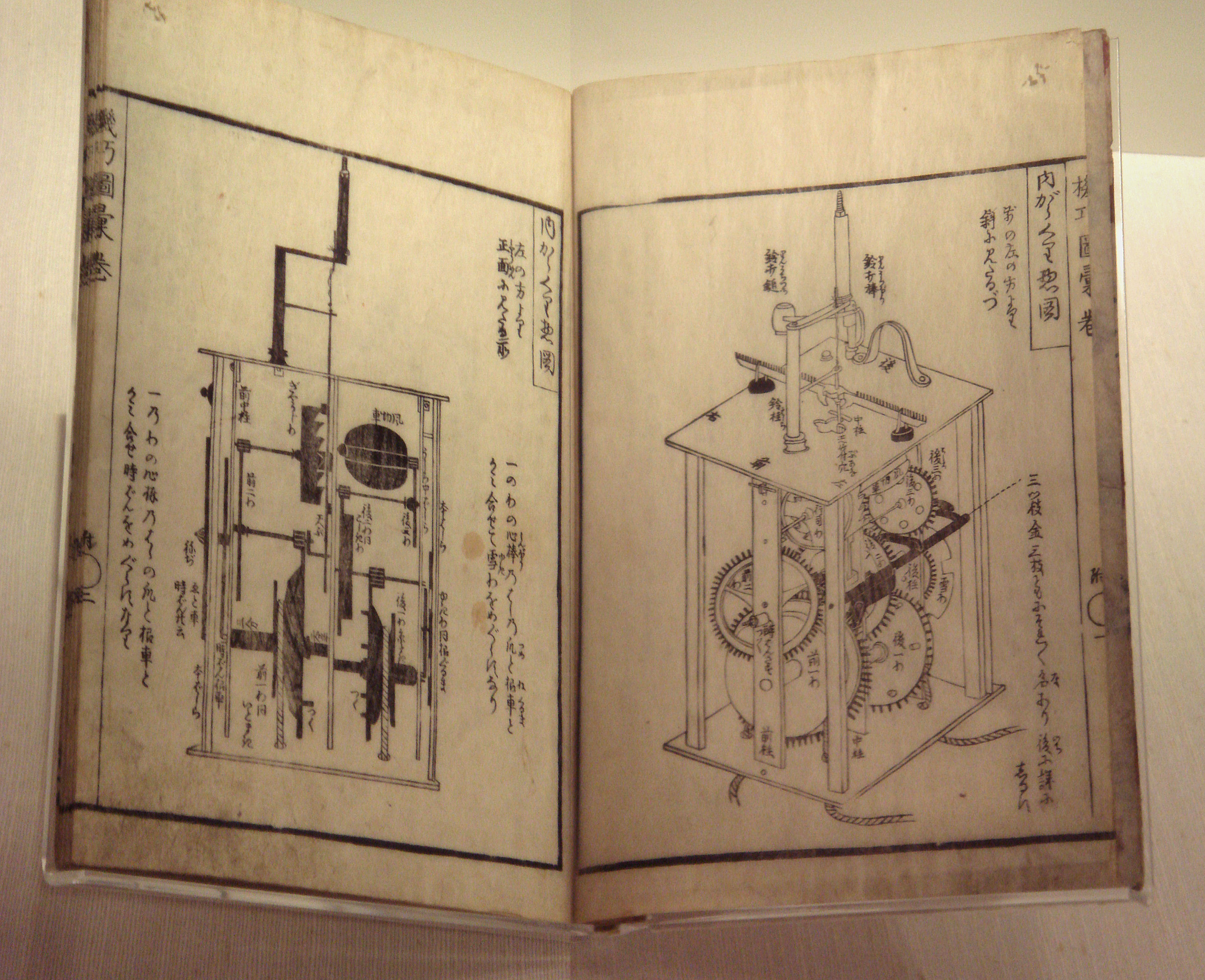
『機巧図彙』　細川半蔵著、大英博物館所蔵。画像は首巻の和時計の機構について解説した箇所。

### 古代のからくり
日本における最古の記録は『日本書紀』で、斉明天皇4年（658年）の指南車。
平安末期の『今昔物語集』巻第二十四には、桓武天皇の皇子高陽親王（賀陽親王）がからくり人形を作り、巻二十四第五には「飛騨工」（ひだのたくみ）が絵師百済河成を驚かせるため、四方に扉がある堂を作り、いずれの扉の前に立っても目の前の扉は閉じて違う場所の扉が開く仕掛けを作ったと記載されている。唐代中国にいた韓志和という日本人も「飛騨工」の一人とされる。

### からくりの文化的開花

#### 戦国時代
17世紀頃の戦国時代には西洋技術（とくに機械時計に用いる歯車やカムなど）を応用したからくり人形が作られ始め、祭礼や縁日などに見世物として大衆の人気を呼ぶようになる。専門の職人による非常に精巧なものが作られるようになった。

#### 江戸時代
元和6年（1620年）に尾張国名古屋の東照宮祭においてに牛若弁慶の「からくり人形を載せた祭礼の山車」が中京圏を中心に普及する。

### からくり人形の大衆化
寛文2年（1662年）に大坂の道頓堀で初代竹田近江がからくり芝居を興行。この興行は「竹田からくり」と称され、その後約百年にわたって代々続く一大ブランドとなった。
18世紀初めの享保年間には、彦根藩藩士の平石久平次時光が後の三輪自転車に相当する新製陸舟車を発明した。
寛政9年（1796年）には、細川半蔵の著書『機巧図彙』（からくりずい）が出版される。
19世紀には、「筑波のからくり伊賀」こと飯塚伊賀七が人力飛行機や道を歩いて酒を買いに行くからくり人形を作ったとされる。
幕末の石川県には茶運び人形を流用したと見られる弁吉作という三番叟が確認されている。また「加賀の平賀源内」こと大野弁吉が空気銃や蒸気船の模型、写真機を製作した。

### 現在のからくり
田中久重の「弓曳童子」や大野弁吉の「エレキテル」および「無尽灯」などを峰崎十五が修理復元。九代目玉屋庄兵衛が「弓曳童子」や京都祇園祭の山である「蟷螂山」を、東野進が「文字書き人形」を、後藤大秀が大垣祭の「相生山」や大津祭の「竜門滝山」を復元している。

## からくりの種類
座敷からくり
大名や豪商などが所有した座敷（屋内）で鑑賞するからくり。
その多くは高価なもので、台の上に据えつけられた人形等が太鼓を叩いたり舞ったりする。茶や酒を注いだ盃を運ぶ茶運び人形のように移動するものもある。
からくり玩具
民芸品や郷土玩具として、日本各地で古くからその地方独自の、様々な仕掛けを持つ玩具。
現在でもみやげ物として、販売される物も多い。一時期は日本の輸出産業を支えた「ブリキのおもちゃ」の仕掛けも絡繰玩具に由来する。

からくり傘
和傘または唐傘（からかさ）。中国由来の天蓋に開閉式の仕掛けを施した唐繰傘。
からくり家具
からくり箪笥など。
からくり的
市や縁日や温泉場で行われた弓矢や吹き矢の射的の的。当たった場所により板でできた書割りが動く。大正時代までは繁華街や温泉街の射的場に現存していたが、現在では「鬼泣かせ」という機械仕掛けの鬼の的に名残が見て取れる。
山車からくり
山車・車楽などにからくり人形を載せたもの。
山車内部に操作者が乗り込み、曳行時や宮入りの演奏に合わせて操作、披露・奉納する。大部分は第二次大戦の戦災で失われたが、戦災を免れた岐阜県高山市の高山祭、美濃市の美濃まつり、愛知県犬山市の犬山祭、津島市の尾張津島秋まつり、半田市の亀崎潮干祭などの周辺地域には多く残る。
カマキリのからくりで有名な京都祇園祭の蟷螂山、江戸の山王祭・神田祭など。
元和5年（1619年）の名古屋東照宮祭以来、中京圏（主に愛知県と岐阜県）に特色ある祭礼文化を形成している。
享保15年（1730年）に7代尾張藩主になった徳川宗春は「民と共に世を楽しむ」政策を実行し、8代将軍徳川吉宗の質素倹約策で自粛されていた東照宮祭の豪華に復活させ、他の祭や遊興を盛大に行う事を奨励し、活動の場を失っていた京都の玉屋庄兵衛をはじめとする、全国のからくり人形師達を名古屋に招いてからくり人形師達が尾張地方に移住した事により、名古屋を中心とする中京圏で、からくり文化が発展し根付いた。

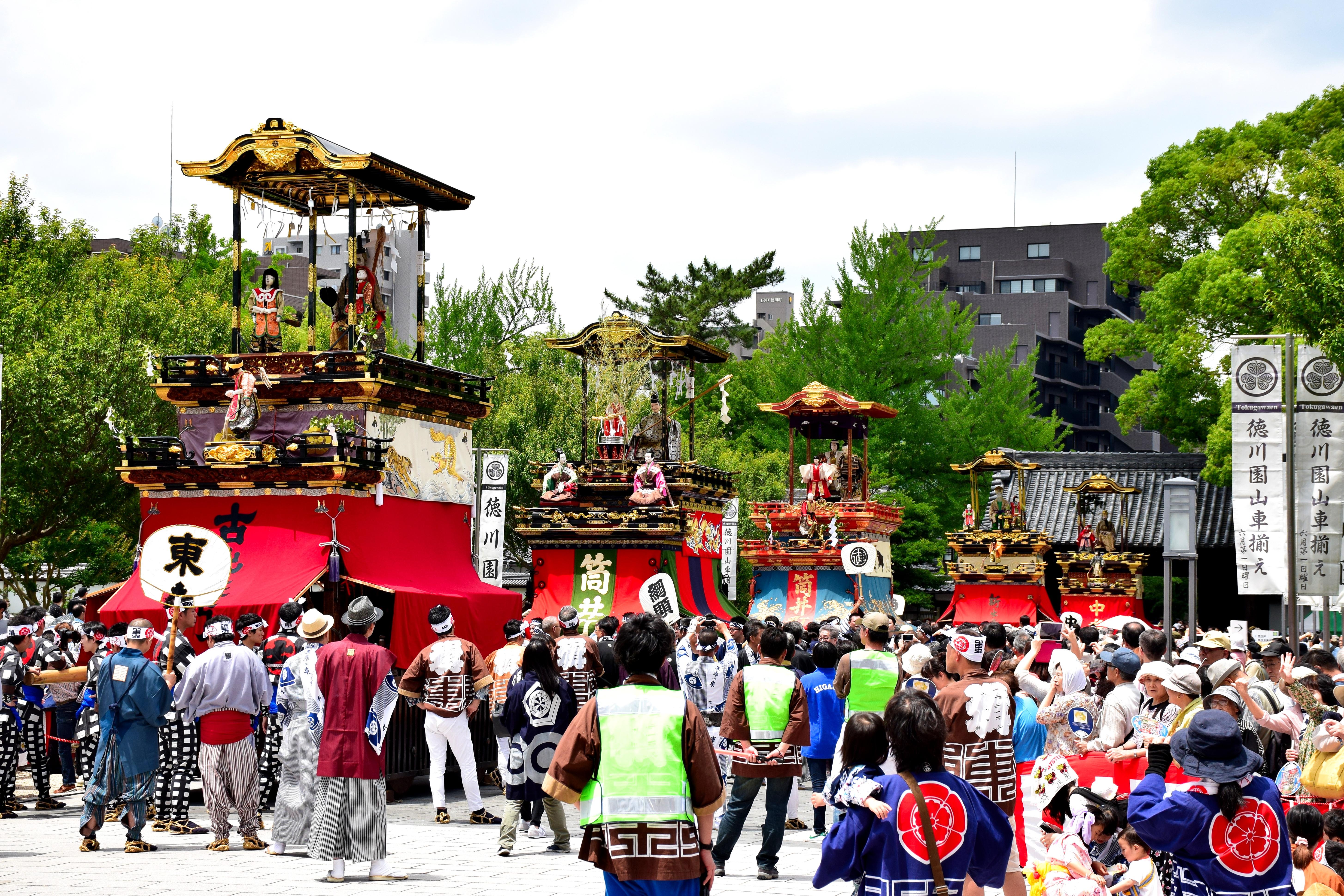
徳川園山車揃え（2015年6月、名古屋市・筒井町出来町天王祭）
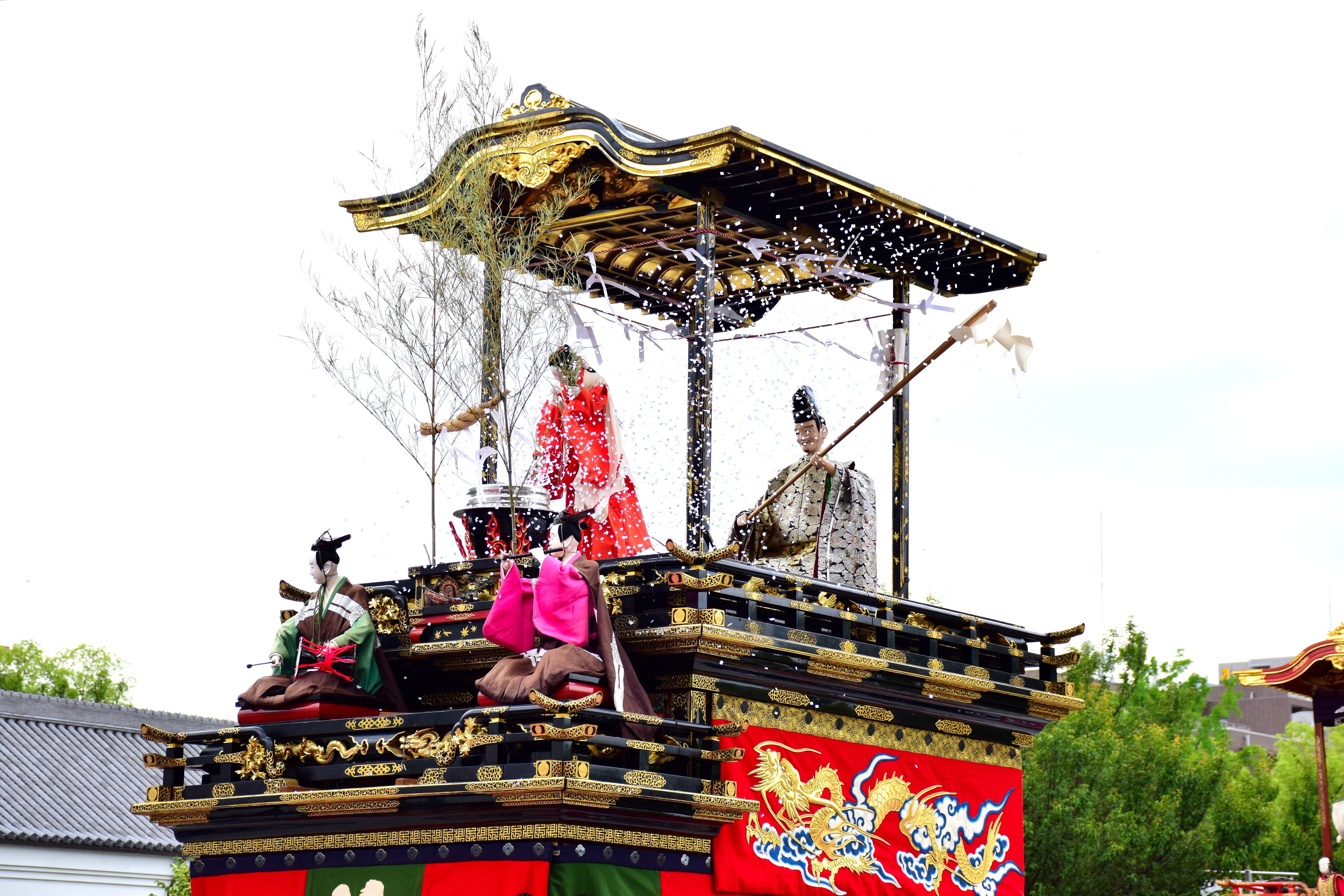
からくり披露（筒井町出来町天王祭・名古屋市）
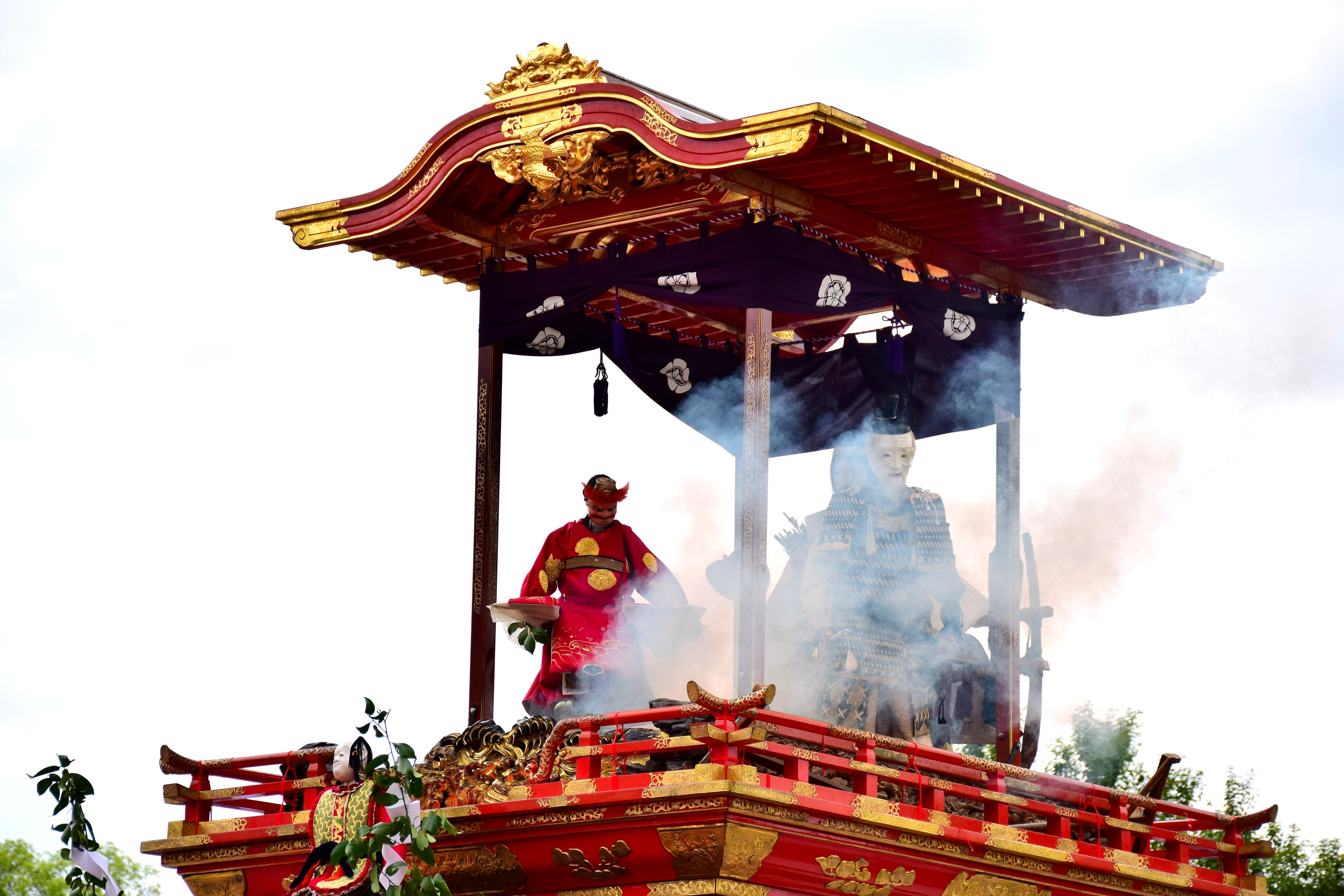
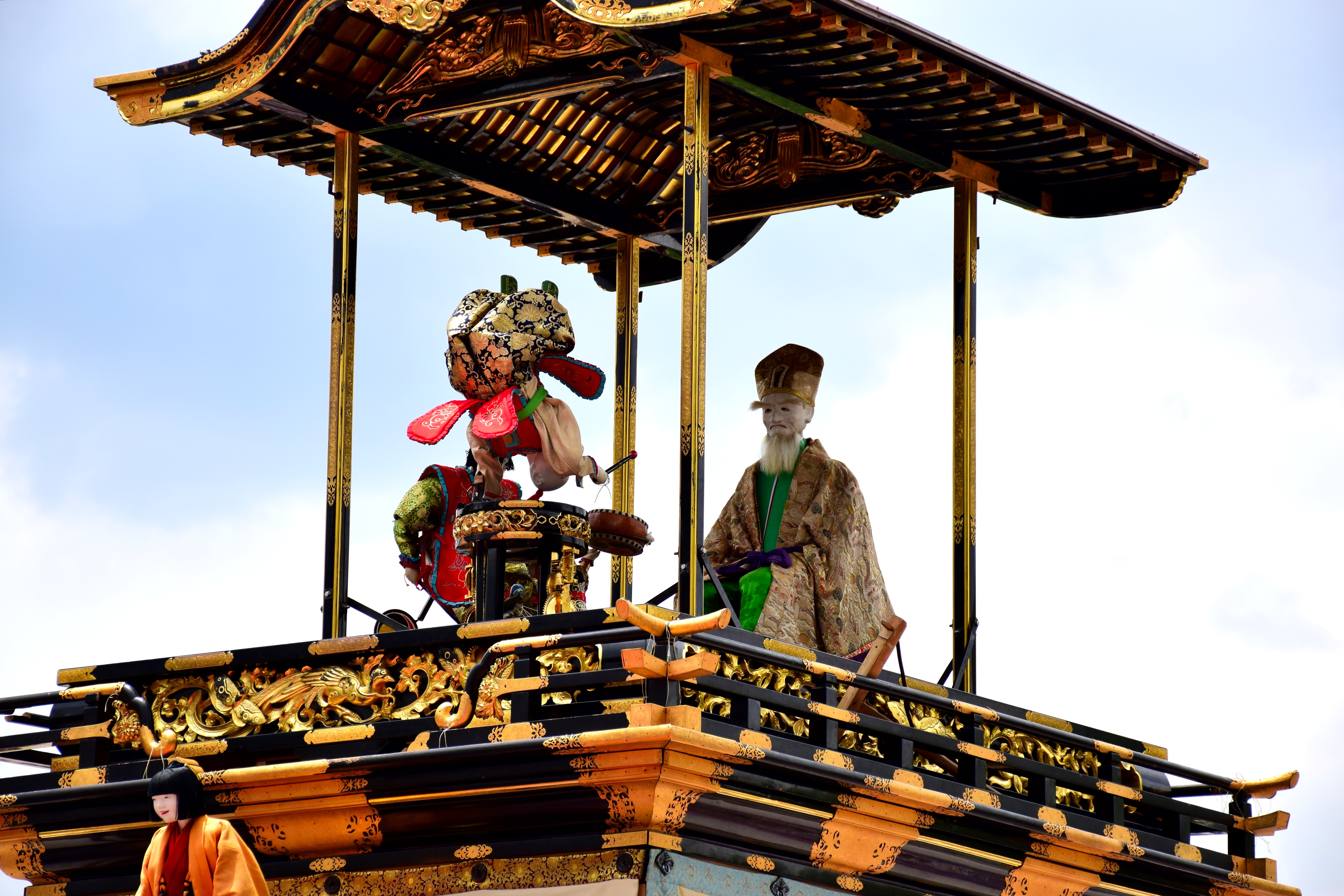

舞台からくり
田楽返しや提灯抜け、葛籠抜けなど歌舞伎の舞台で使われるからくり。現在の人形浄瑠璃ではでは人形遣いが中心となっているが、近松門左衛門の浄瑠璃にはからくりが多用された。
からくり屋敷
忍者屋敷などに見られる。
芝居からくり
舞台上にからくり人形を設置し、人形に演技させるからくり。

## 有名なからくり

### 万年自鳴鐘

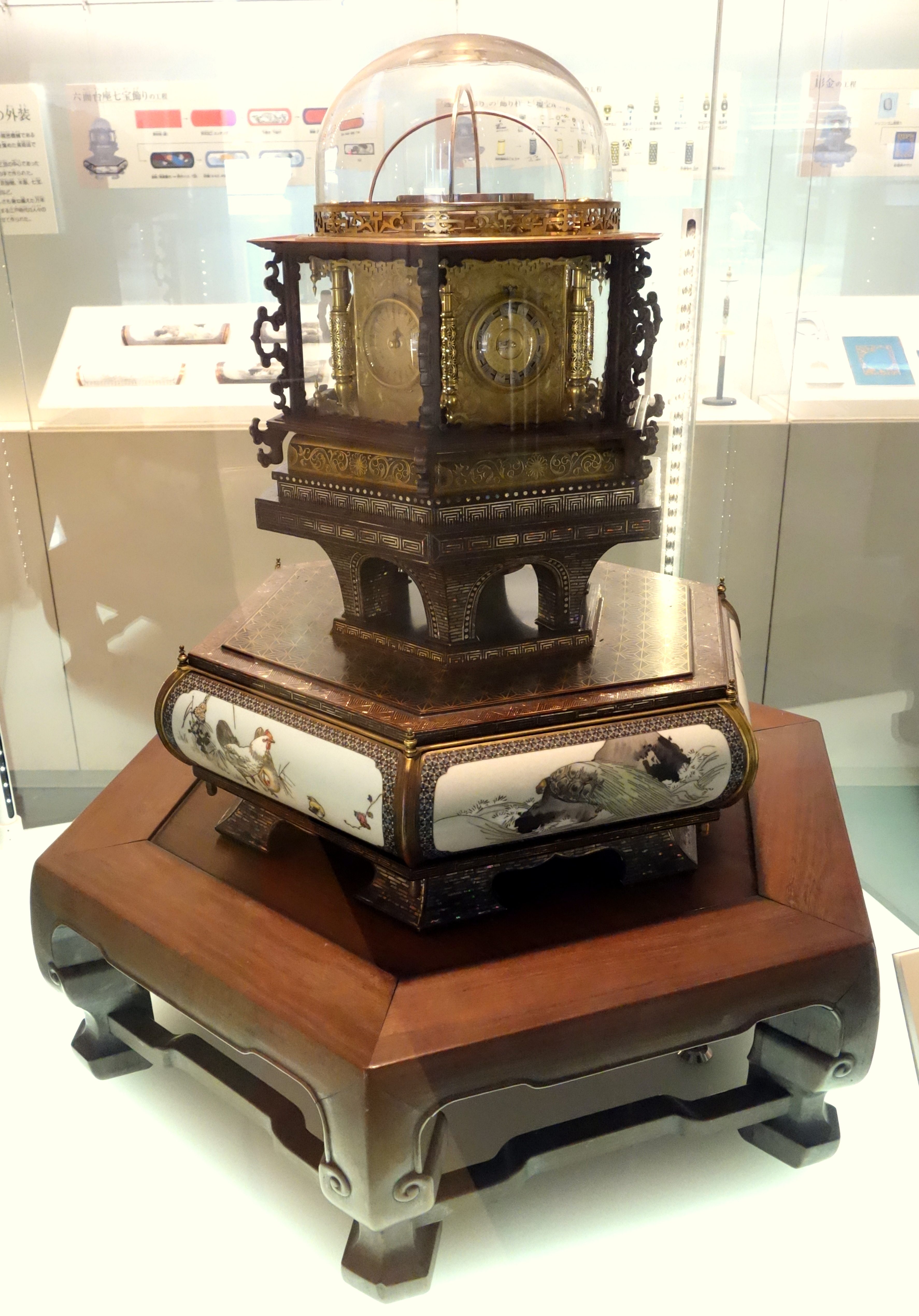
万年時計こと万年自鳴鐘（和時計）

1851年（嘉永4年）に発明家田中久重が発明した万年自鳴鐘は、重要文化財に指定されている。ぜんまい式で、一度巻けば一年動くという驚異的な持続時間を実現した。

### 茶運び人形

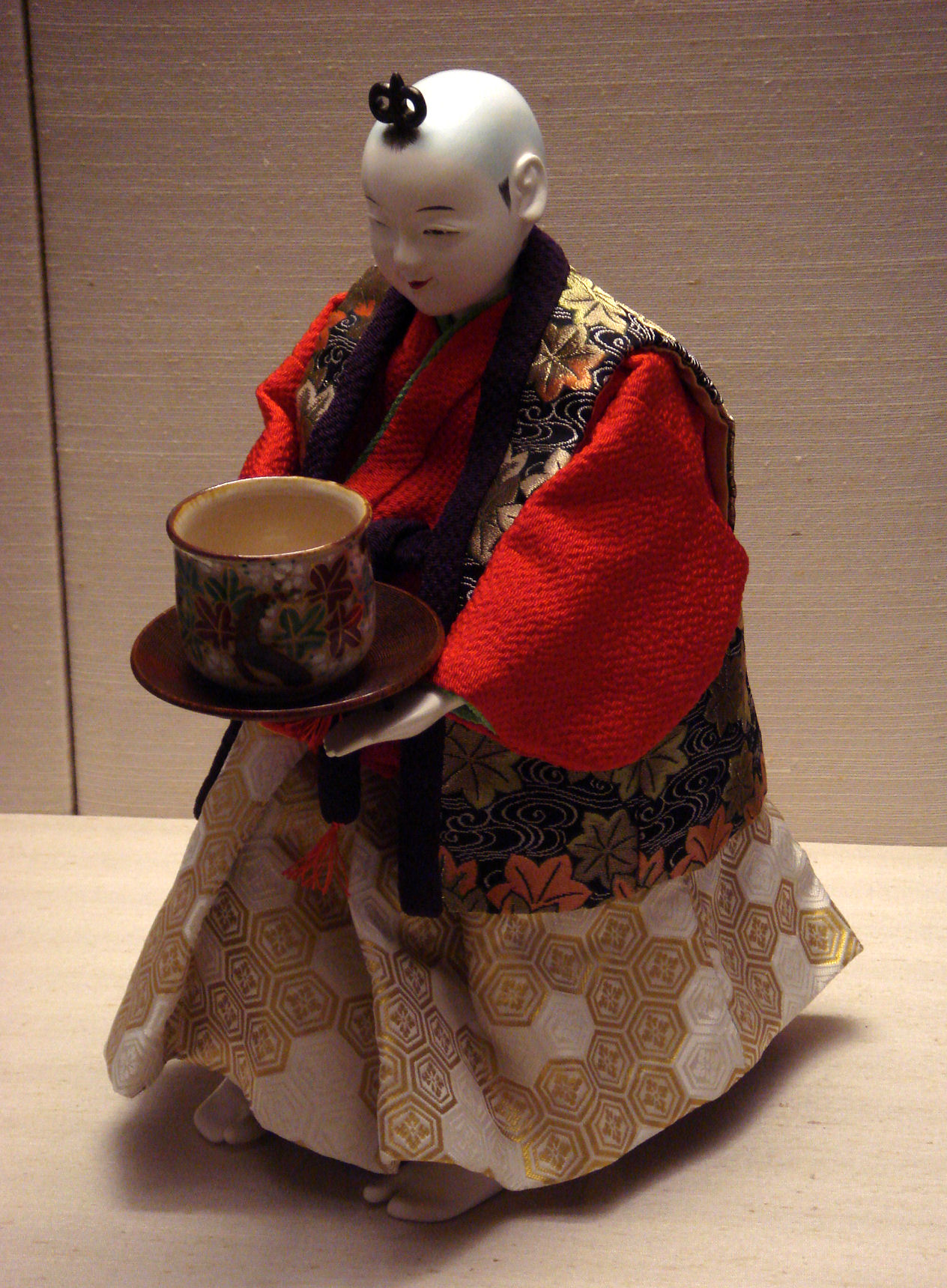
茶運び人形　大英博物館蔵。

座敷からくりの代表作。お茶を入れた茶碗を人形が持った茶托に乗せるとお客のいる所までお茶を運び、客が茶碗を取ると停止する。お茶を運ぶ距離は予めセットする。客が茶を飲み、空になった茶碗を茶托に戻すと、踵を返して茶碗を元の場所まで運ぶ。ぜんまいと歯車、カム、棒てんぷでその動きを制御する。現在良く知られる茶運び人形は細川半蔵著の『機巧図彙』から復元されたものである。ただし現在各地に残る茶運び人形は機構上、『機巧図彙』で解説されるものとは異なるところがあり、『機巧図彙』に沿って制作された江戸時代のものは確認されていない。
昭和57年（1982年）には日本模型からプラスチック製の茶運び人形が発売された。平成14年（2002年）11月には『学研の大人の科学シリーズVol.8』で発売され、平成19年（2007年）6月29日に発売された『大人の科学Vol.16』ではミニ茶運び人形が付録についた。

### 弓曳童子

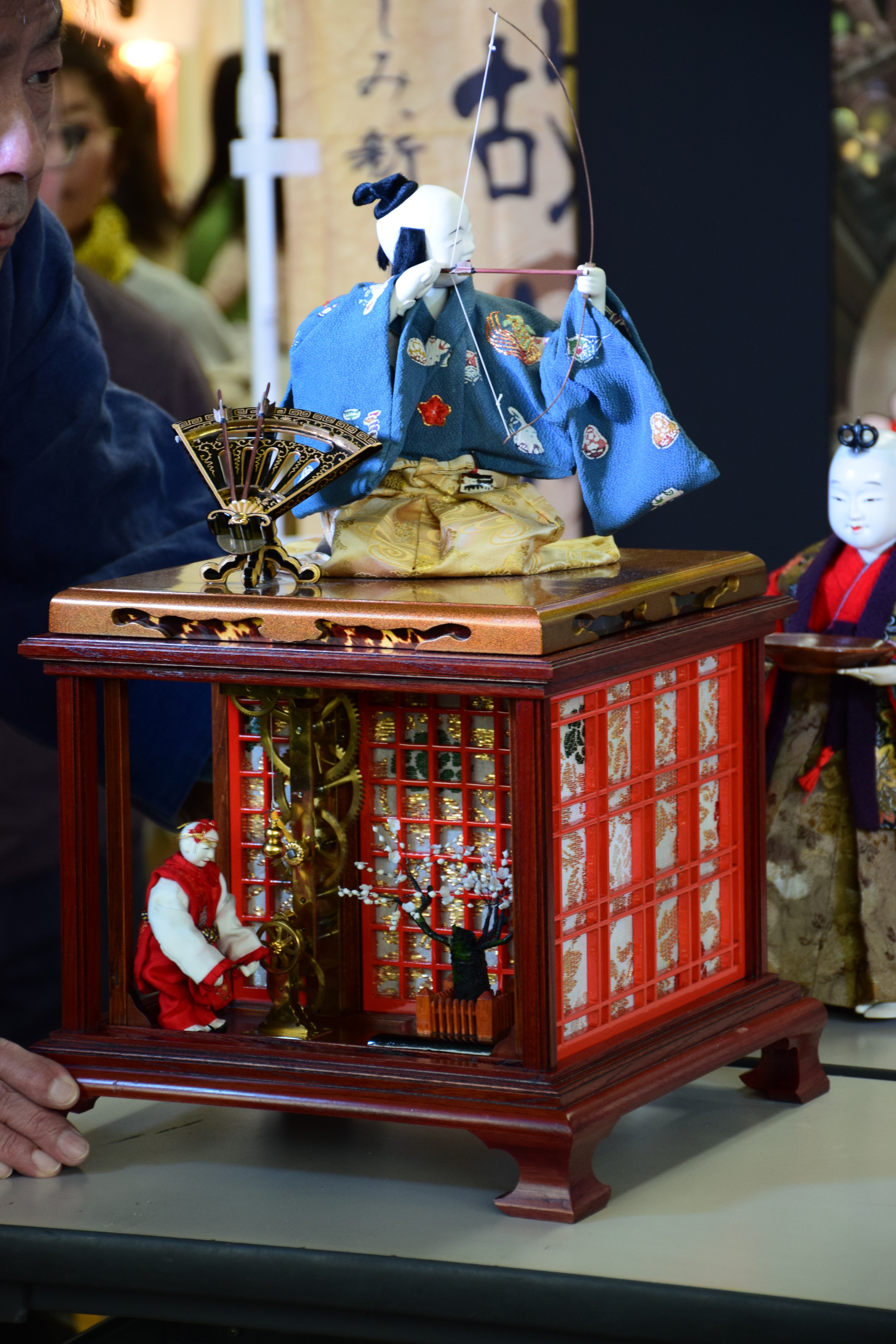
弓曳童子（レプリカ）

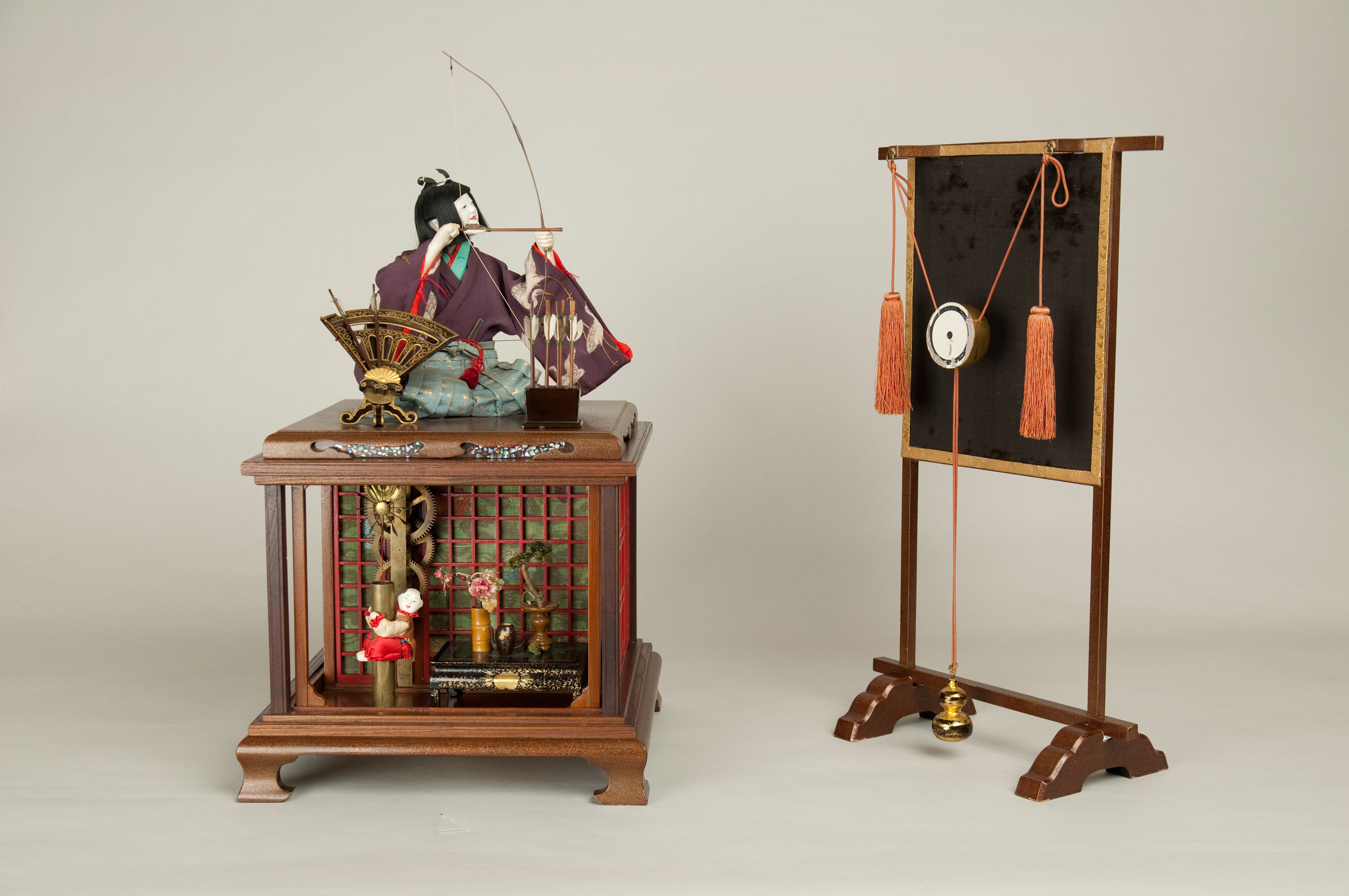
弓曳童子

現存するオリジナルは2体で、いずれも田中久重の製作。人形が矢立てから矢を取り、弓にセットして的に当てる座敷からくり。
人形の動作はぜんまいとカム、レバー、糸によって制御され、自動的に4本の矢を射ることができる。「田中久重によって、そのうち1本は的を外すように細工してある」との説明が一般に広まっているが、これは誤り。実際には、人形を修復した際に付属している矢をすべて新しく作りなおしており、「新しく作った矢のうち1本が、たまたまうまく飛ばない」というのが事実。ちなみに、人形が座っている台座部分に取り付けられている小さな唐子（中国風の衣装を着た人形）と、唐子が回すハンドルの機構も、修復前のオリジナルには存在しなかった。この部分は修復の依頼者の意向により、新たに取り付けられたもの。弓曳童子は、文字書き人形と並んで江戸からくりの最高傑作のひとつと言われている。
東野進が、平成2年（1990年）に徳川家から1体を発見し、平成3年（1991年）に伏見の前川家からもう1体を発見し、峰崎十五によって修復・復元された。現在、徳川家旧蔵の弓曳童子はトヨタ産業技術記念館に、前川家旧蔵の弓曳童子は田中久重の故郷久留米市の教育委員会に所蔵されている。同じ動きをする組立て模型キットが学研より発売されている。平成25年（2013年）機械遺産61号に認定された。

### 文字書き人形
発見されているオリジナルは2体。

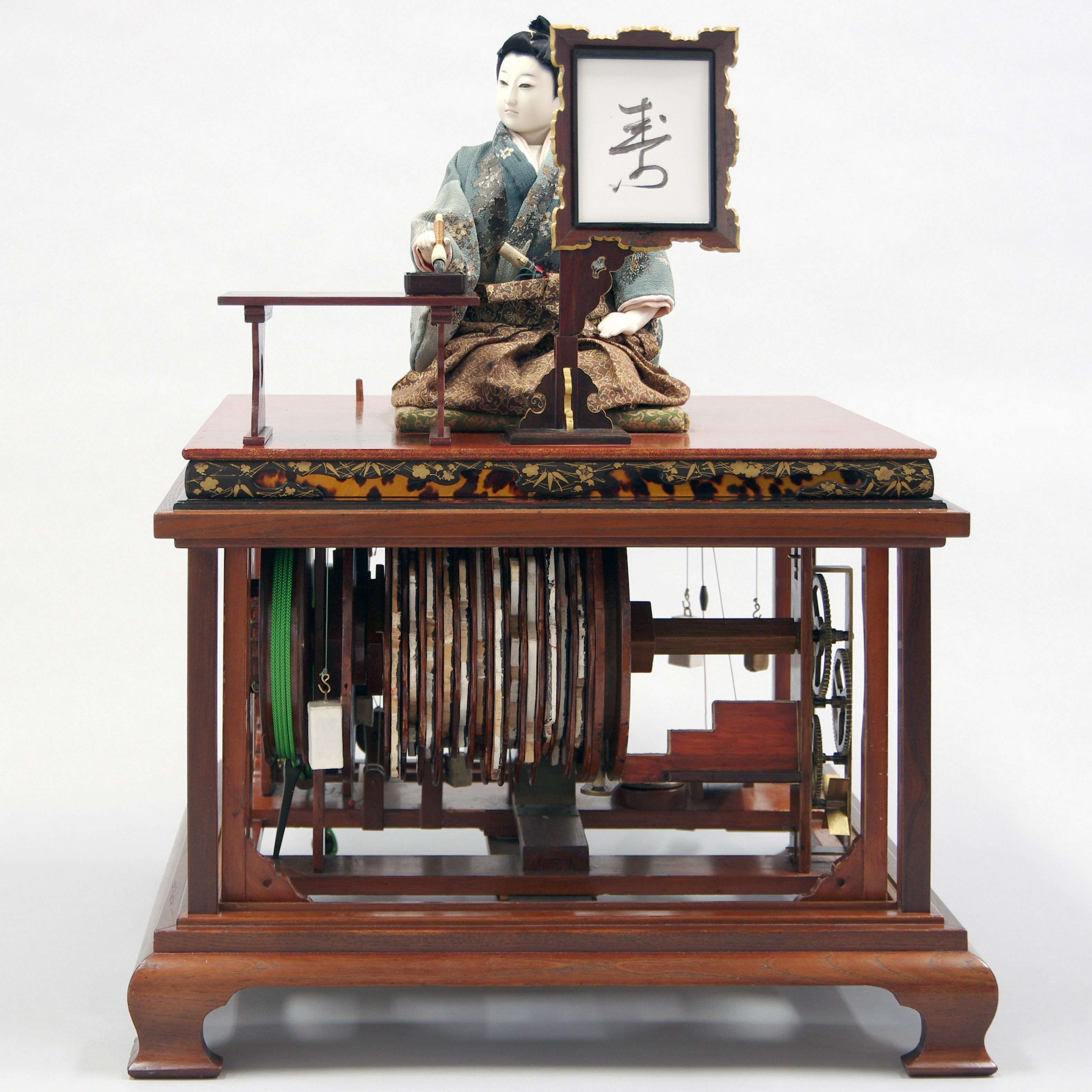
文字書き人形

1体はアメリカで発見された。平成3年（1991年）、アメリカの研究家から日本の研究家に、アメリカのコレクターが所有しているとの情報がもたらされたが、そのコレクターは、江戸時代の文字書き人形に関する知識は持っていなかった。そこで日本の研究家からアメリカの研究家に、江戸時代のからくり人形に関する資料が逐次提供され、そのコレクターの理解と信頼を長年かけて獲得。平成14年（2002年）、人形売却の同意が取り付けられた。広く買い手が募られた結果、平成16年（2004年）に大阪府寝屋川市の東野進が購入した。この人形の製作に関する具体的な資料は見つかっていないが、台座を覆う衝立の模様が田中久重作の弓曳童子の台座の衝立と一致しており、久重作と推定されている。日本に持ち帰られた人形は、新しい所有者によって動かなかった機構が修理されると同時に、人形の顔や手が完全に塗り直され、衣装が新調され、さらに、台座の機構にはそれまでなかった装置が組み込まれ、翌年の愛・地球博で展示された。現在の所有者は久留米市教育委員会。
もう1体は右手と口に咥えた筆で「松」「竹」の二文字を同時に書ける文字書き人形で、平成21年（2009年）に安城市内の古民家から発見された。現在は安城市指定有形民俗文化財に指定され、安城市歴史博物館に所蔵されている。また九代目玉屋庄兵衛により複製品が製作され、同博物館に所蔵されている。

### からくりみくじ

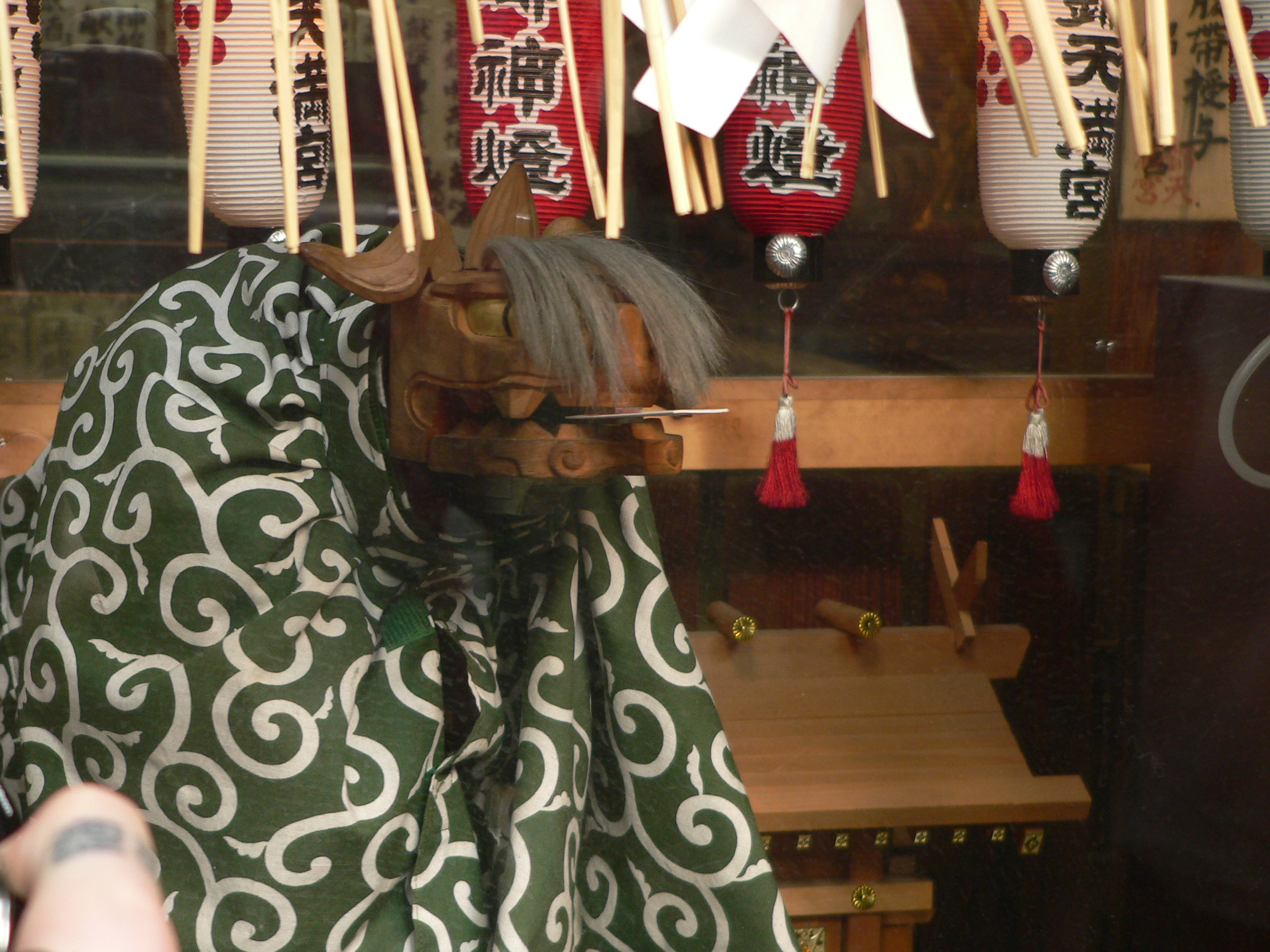
錦天満宮のからくりみくじ

京都・錦市場東端の錦天満宮にある。人が近づくと神楽が鳴り出して機械仕掛けの獅子舞がはじまり、硬貨を投入して御籤（みくじ）の種類（英文、和英対訳、子供用など6種類）を選ぶと、神楽に合わせて獅子が舞いながら御籤を届ける仕掛けが人気。